# Liste der Naturdenkmäler im Bezirk Sankt Veit an der Glan
Die Liste der Naturdenkmäler im Bezirk Sankt Veit an der Glan listet die als Naturdenkmal ausgewiesenen Objekte im Bezirk Sankt Veit an der Glan im Bundesland Kärnten auf.

## Naturdenkmäler
| Foto |                 | Name                                                      | ID       | Standort                                                 | Beschreibung | Fläche  | Datum |
| ---- | --------------- | --------------------------------------------------------- | -------- | -------------------------------------------------------- | --- | ------- | ----- |
| 1    | Datei hochladen | Felsentor Eberstein                                       | SV 12    | Eberstein KG: Gutschen Standort                          | Das 11 Meter hohe und 16 Meter breite Felsentor im Ebersteiner Hauptdolomit ist 1 bis 3 Meter breit. Vom Tal aus gesehen wirkt es wie ein Höhlenportal. Es dürfte durch Verkarstungsprozesse und Frostsprengung entstanden sein.                                     | 452 m²  | 2005  |
| 1    | Datei hochladen | Kugelfichte in St. Oswald                                 | SV 02    | Eberstein KG: St. Oswald Standort                        | Der zum Zeitpunkt der Unterschutzstellung etwa 270 Jahre alte Baum weist eine ungewöhnliche, knapp über dem Boden beginnende starke Verästelung auf, welche ihm ein kugeliges Aussehen verleiht.                                                                     | 153 m²  | 1966  |
| 1    | Datei hochladen | Sommer-Linde in Zwein                                     | SV 18 OE | Frauenstein KG: Dörfl Standort                           | Die stattliche Hauslinde am Gehöft vlg. Franz wurde 2009 unter Schutz gestellt. | 254 m²  | 2009  |
| 1    | Datei hochladen | Stiel-Eiche in Zwein, Zietner-Eiche                       | SV 04    | Frauenstein KG: Dörfl Standort                           | Die zum Zeitpunkt der Unterschutzstellung etwa 120 Jahre alte Eiche wurde zweimal vom Blitz getroffen, die Blitzspur ist am Stamm sichtbar, der Baum ist 2019 abgestorben. Der Stamm ist innen hohl, Ansiedelung von Baumpilzen.                                     | 78 m²   | 1962  |
| 1    | Datei hochladen | 2 Sommer-Linden in Obermühlbach                           | SV 20    | Frauenstein KG: Obermühlbach Standort                    | Zwei Linden beim Eingang des Ortsfriedhofes von Obermühlbach | 314 m²  |       |
| 1    | Datei hochladen | Sommer-Linde in Kreuth, „Carinthialinde“                  | SV 01    | Frauenstein KG: Steinbichl Standort                      | Die an die 1000 Jahre alte Linde mit einem Stammumfang von 11,6 m ist einer der ältesten und holzreichsten Laubbäume Kärntens. In der Literatur wird sie auch als „Carinthia-Linde“ bezeichnet.                                                                      | 153 m²  | 1977  |
| 1    | Datei hochladen | Sommer-Linde, Harder-Linde                                | SV 19 OE | Guttaring KG: Deinsberg Standort                         | Der imposante Baum mit einem Stammumfang von mehr als 6 Metern war etwa 150 Jahre vor der Unterschutzstellung als Hoflinde des mittlerweile verfallenen Gehöfts Harder gepflanzt worden.                                                                             | 113 m²  | 2009  |
| 1    | Datei hochladen | Feld der Steinernen Linsen                                | SV 10    | Guttaring KG: Guttaringberg Standort                     | Auf dem Acker sind „Steinerne Linsen“ zu finden, Gehäuse von sog. Nummuliten. Es handelt sich hierbei um riesenwüchsige Einzeller aus dem Eozän (Wurzelfüßer, Rhizopoden, Unterklasse Kammerlinge, Foraminiferen).                                                   | 0,32 ha | 1993  |
| 1    | Datei hochladen | Sommer-Linde in Gossen, Gossener Linde                    | SV 08    | Hüttenberg KG: Knappenberg Standort                      | Die Dorflinde in Obergossen in einer Weggabelung auf einem Schlackenberg aus den Zeiten der Windöfen soll mehr als 500 Jahre alt sein. | 153 m²  | 1967  |
| 1    | Datei hochladen | 4 Sommer-Linden in Lölling                                | SV 07    | Hüttenberg KG: Lölling Standort                          | Die Lindengruppe auf dem Flurstück „Vier Linden“ war zum Zeitpunkt der Unterschutzstellung etwa 120 Jahre alt. | 422 m²  | 1962  |
| 1    | Datei hochladen | Mammutbaum in Lölling, Riesenmammutbaum                   | SV 09    | Hüttenberg KG: Lölling Standort                          | Der Baum gehört zu der Familie der Cupressaceae (Zypressengewächse) und wurde zwischen 1910 und 1914 vom Oberförster Julius Müller als exotischer Zierbaum gepflanzt. Der Wipfel ist zwischen 1968 und 1970 abgebrochen, es hat sich ein neuer Wipfeltrieb gebildet. | 113 m²  | 1972  |
| 0 BW | Datei hochladen | Naturgebilde Kandelaberfichte                             | SV 15    | Hüttenberg KG: Zosen Standort                            | [ 2 ] |         | 2005  |
| 1    | Datei hochladen | Sommer-Linde in Kappel am Krappfeld                       | SV 17    | Kappel am Krappfeld KG: Dobranberg Standort              | Der etwa 300 Jahre alte Baum hat einen Stammumfang von 6,60 Metern. Landschaftsprägender Baum mit steinernem Tisch. Starker Mistelbefall ersichtlich, Baum wurde baumchirurgisch behandelt, Mistelbefallstellen mit schwarzer Plastikfolie umwickelt.                | 153 m²  | 2008  |
| 1    | Datei hochladen | Stiel-Eiche in St. Martin am Mannsberg                    | SV 11    | Kappel am Krappfeld KG: St. Martin am Mannsberg Standort | Die zum Zeitpunkt der Unterschutzstellung über 350 Jahre alte Eiche hat einen Stammumfang von gut sieben Metern. | 200 m²  | 1997  |
| 1    | Datei hochladen | Felsentor in Klein St. Paul                               | SV 13    | Klein Sankt Paul KG: Sittenberg Standort                 | Felsentor am Sittenberg | 178 m²  | 2005  |
| 1    | Datei hochladen | Sörger Wasserfall                                         | SV 14    | Liebenfels KG: Pflausach Standort                        | Der Sörger Wasserfall, 24 m Fallhöhe, am Harter Bach ist zu erwandern über den Abenteuer Wasser Weg. | 11 m²   | 2005  |
| 1    | Datei hochladen | 4 Sommer-Linden in Grades                                 | SV 06    | Metnitz KG: Grades Standort                              | Geschützt sind eine Dreier-Gruppe von Linden östlich der Kirche und eine einzelne Linde südlich der Kirche. Die Linden waren zum Zeitpunkt der Unterschutzstellung etwa 150 Jahre alt.                                                                               | 544 m²  | 1962  |
| 1    | Datei hochladen | Halbtrockenrasen im Bereich der Justizanstalt Rottenstein | SV 16    | Sankt Georgen am Längsee KG: Launsdorf Standort          | Bedeutender Halbtrockenrasen, auf dem unter anderem die Wiesen-Kuhschelle wächst. | 2,48 ha | 2006  |

## Von der BH ausgewiesene Naturdenkmäler, die in den vom Land Kärnten veröffentlichten Listen nicht enthalten sind (Stand Jänner 2019)
| Foto |                 | Name           | ID | Standort                                                             | Beschreibung | Fläche | Datum |
| ---- | --------------- | -------------- | -- | -------------------------------------------------------------------- | ------------ | ------ | ----- |
| 1    | Datei hochladen | Sommerlinde    |    | Gurk, bei Dörfl 5 KG: Pisweg GrStNr: 1633 Standort                   | Anmerkung:   |        | 2016  |
| 1    | Datei hochladen | 3 Sommerlinden |    | Gurk, bei Dörfl 6 KG: Pisweg GrStNr: 1633 Standort                   | Anmerkung:   |        | 2017  |
| 1    | Datei hochladen | Sommerlinde    |    | Mölbling, bei Steinbrücken 3 KG: Dielach GrStNr: 1750, 1751 Standort | Anmerkung:   |        | 2017  |

## Ehemalige Naturdenkmäler
| Foto |                 | Name                    | ID    | Standort                                                 | Beschreibung | Fläche | Datum |
| ---- | --------------- | ----------------------- | ----- | -------------------------------------------------------- | --- | ------ | ----- |
| 0    | Datei hochladen |                         | SV 03 | Koordinaten fehlen! Hilf mit.                            | |        |       |
| 1    | Datei hochladen | Sommer-Linde in Kölnhof | SV 05 | Sankt Veit an der Glan KG: St. Veit an der Glan Standort | Die etwa 150 Jahre alte Linde vor dem Ärztezentrum Kölnhof (Schloss Kölnhof) wurde Ende 2016 gefällt, nachdem der Baum bei Baumschnittarbeiten versehentlich in Brand gesetzt worden war. | 78 m²  | 1962  |

| Foto:                    | Fotografie des Naturdenkmals. Klicken des Fotos erzeugt eine vergrößerte Ansicht. Daneben finden sich zwei Symbole: \| Weitere Bilder vorhanden \| Das Symbol bedeutet, dass weitere Fotos des Objekts verfügbar sind. Durch Klicken des Symbols werden sie angezeigt. \| \| Eigenes Foto hochladen \| Durch Klicken des Symbols können weitere Fotos des Objekts in das Medienarchiv Wikimedia Commons hochgeladen werden. \| |
| Name:                    | Bezeichnung des Naturdenkmals laut offiziellen Quellen |
| ID                       | Identifikator |
| Standort:                | Es ist die Gemeinde und falls vorhanden die Adresse angegeben. Darunter sind die Katastralgemeinde (KG) und die Grundstücksnummer angeführt. Durch Aufruf des Links Standort wird die Lage des Denkmals in verschiedenen Kartenprojekten angezeigt. |
| Beschreibung             | Kurze Beschreibung des Naturdenkmals |
| Fläche                   | Fläche des Naturdenkmals in Hektar (ha) |
| Datum                    | Datum oder Jahr der Unterschutzstellung |
| Weitere Bilder vorhanden | Das Symbol bedeutet, dass weitere Fotos des Objekts verfügbar sind. Durch Klicken des Symbols werden sie angezeigt. |
| Eigenes Foto hochladen   | Durch Klicken des Symbols können weitere Fotos des Objekts in das Medienarchiv Wikimedia Commons hochgeladen werden. |